# ドワーリン
ドワーリン（Dwalin、 第三紀2772 - 第四紀91年）はJ・R・R・トールキンの中つ国を舞台とした小説『ホビットの冒険』に登場するドワーフ。トーリン・オーケンシールドとともに邪竜スマウグに奪われた財宝を取り返すために旅に出た、13人のドワーフのひとり。
兄はおなじくトーリンとの旅に同行したバーリン。父はフンディン。
ドワーリンは明るい目の持ち主で、長く青い髭を金色のベルトに押し込んでいた。ビルボの家でのパーティで、ヴィオラ・ダ・ガンバを弾いた。

## 概要
2841年にドワーリンとバーリンはトーリンの父であるスラインと共に、スマウグをはなれ山から追放するための冒険に出た。しかしスラインは冒険の途中、死人占い師に捕らわれて獄死した。このときガンダルフは死人うらない師の牢屋に潜入し、のちに『ホビットの冒険』で用いられる鍵と地図をスラインから預かり、約100年後にトーリンに渡した。
約100年後、トーリンは邪竜スマウグに奪われたドワーフの財宝を取り返すために冒険に出る13人のドワーフのうちの一人にドワーリンを選んだ。2941年4月26日に、ビルボの家に集まることとなった13人のドワーフのうち、一番早くビルボの家に着いたのがドワーリンだった。かれはとても親切で、ビルボのためにバーリン、キーリ、そしてフィーリとともに食事の準備などを手伝った。冒険に帽子を忘れてきたビルボには、自分の濃い緑色の帽子を貸した。
『ホビットの冒険』では、彼についての言及は少ない。ビルボがドワーフたちを蜘蛛から助けたとき、トーリンがいないことに気づいたのはドワーリンだった。エルフ王の岩屋から樽に入って脱出した際、最も苦しんだのは年長者のバーリンとドワーリンだった。
冒険後はそのまま、はなれ山に留まり、第四紀91年に340歳で亡くなった。

## 映画『ホビット』
実写映画化作品『ホビット』三部作では、グレアム・マクタヴィッシュが演じる。
禿頭に刺青と、右眉に傷跡が残る強面の男として描かれている。回想シーンのアザヌルビザールの合戦の頃は、禿頭ではなくモヒカン頭であった。
一行の中でも主力となる、戦いに秀でた勇猛な戦士。主たるトーリンに絶大な忠誠を誓う。武器は二本の戦斧と戦鎚。